# San Leucio del Sannio
San Leucio del Sannio ist eine italienische Gemeinde (comune) mit 2897 Einwohnern (Stand 31. Dezember 2023) in der Provinz Benevento in Kampanien. Die Gemeinde liegt etwa 7 Kilometer südsüdwestlich von Benevento.

## Verkehr
Westlich wird San Leucio del Sannio durch die Strada Statale 7 Via Appia (Teilstück: Benevento-San Giorgio del Sannio/Avellino) begrenzt. 